# Michele Pellizzer
Michele Pellizzer (Asolo, 22 maggio 1989) è un calciatore italiano, difensore del Calcio Rosà.

## Carriera
Debutta fra i professionisti in Serie C2 nelle file del Bassano Virtus il 18 novembre 2007 nella sconfitta per (1-0) contro il Prato. A Bassano vi rimarrà per quattro stagioni, l'ultima delle quali in Prima Divisione.
Nell'estate 2011 si trasferisce al Cittadella in Serie B. Debutta il 27 agosto seguente, nella vittoria per (2-1) contro l'AlbinoLeffe. Segna il suo primo gol da professionista il 31 agosto 2013 nella sfida contro la Ternana terminata (2-2). Diventato capitano della squadra, in quattro stagioni colleziona complessivamente 148 presenze e 3 gol.
Il 9 settembre 2015 viene ceduto in prestito con diritto di riscatto all'Entella, club ligure appena riammesso in Serie B. Segna il suo primo gol con i biancocelesti il 7 novembre in Entella-Como 2-2.
Il 23 giugno 2016 viene riscattato, firmando un contratto pluriennale con i Diavoli neri. Il 12 maggio 2018 gioca la sua partita numero 100 in B con l’Entella nella sconfitta interna per 0-1 contro il Frosinone. Rimane a Chiavari anche dopo la retrocessione in Serie C e con 34 presenze e 1 gol contribuisce all’immediato ritorno dei liguri in B indossando la fascia da capitano quando sono assenti Luca Nizzetto e Mirko Eramo prima e Andrea Paolucci poi. L’8 novembre 2020 raggiunge le 400 partite da professionista in occasione di Entella-Lecce 1-5 di Serie B. A fine anno l'Entella retrocederà per la seconda volta in Serie C e Pellizzer rimarrà ancora a Chiavari superando le 200 presenze complessive in biancoceleste e le 400 nei vari campionati. Al termine della stagione 2022-2023 lascia l’Entella dopo otto anni - di cui cinque di Serie B (in serie cadetta nessuno è stato più presente di lui) - avendo messo insieme in tutto 235 presenze e 10 gol.
L’8 luglio 2023 viene ingaggiato dal Cjarlins Muzane, formazione friulana di Serie D.
Nell'estate del 2024 viene ammesso al corso UEFA B che consente di essere tesserati come collaboratori negli staff di Serie A e B e di essere allenatori in seconda in Serie C oltre a poter allenare tutte le prime squadre fino alla Serie D.

## Statistiche

### Presenze e reti nei club
Statistiche aggiornate al 18 aprile 2024.
| Stagione              | Squadra               | Campionato            | Campionato | Campionato | Coppe nazionali | Coppe nazionali | Coppe nazionali | Coppe continentali | Coppe continentali | Coppe continentali | Altre coppe | Altre coppe | Altre coppe | Totale | Totale |
| Stagione              | Squadra               | Comp                  | Pres       | Reti       | Comp            | Pres            | Reti            | Comp               | Pres               | Reti               | Comp        | Pres        | Reti        | Pres   | Reti   |
| --------------------- | --------------------- | --------------------- | ---------- | ---------- | --------------- | --------------- | --------------- | ------------------ | ------------------ | ------------------ | ----------- | ----------- | ----------- | ------ | ------ |
| 2007-2008             | Bassano Virtus        | C2                    | 4          | 0          | CI-C            | 0               | 0               | -                  | -                  | -                  | -           | -           | -           | 4      | 0      |
| 2008-2009             | Bassano Virtus        | SD                    | 13         | 0          | CI+CI-LP        | 0               | 0               | -                  | -                  | -                  | -           | -           | -           | 13     | 0      |
| 2009-2010             | Bassano Virtus        | SD                    | 23         | 0          | CI-LP           | 0               | 0               | -                  | -                  | -                  | -           | -           | -           | 23     | 0      |
| 2010-2011             | Bassano Virtus        | PD                    | 29         | 0          | CI-LP           | 0               | 0               | -                  | -                  | -                  | -           | -           | -           | 29     | 0      |
| Totale Bassano Virtus | Totale Bassano Virtus | Totale Bassano Virtus | 69         | 0          |                 | 0               | 0               |                    | -                  | -                  |             | -           | -           | 69     | 0      |
| 2011-2012             | Cittadella            | B                     | 39         | 0          | CI              | 0               | 0               | -                  | -                  | -                  | -           | -           | -           | 39     | 0      |
| 2012-2013             | Cittadella            | B                     | 37         | 1          | CI              | 2               | 0               | -                  | -                  | -                  | -           | -           | -           | 39     | 1      |
| 2013-2014             | Cittadella            | B                     | 36         | 2          | CI              | 2               | 0               | -                  | -                  | -                  | -           | -           | -           | 38     | 2      |
| 2014-2015             | Cittadella            | B                     | 29         | 1          | CI              | 2               | 0               | -                  | -                  | -                  | -           | -           | -           | 31     | 1      |
| ago.-set. 2015        | Cittadella            | LP                    | 1          | 0          | CI+CI-LP        | 3+0             | 0               | -                  | -                  | -                  | -           | -           | -           | 4      | 0      |
| Totale Cittadella     | Totale Cittadella     | Totale Cittadella     | 142        | 4          |                 | 9               | 0               |                    | -                  | -                  |             | -           | -           | 151    | 4      |
| set. 2015-2016        | Entella               | B                     | 37         | 2          | CI              | 0               | 0               | -                  | -                  | -                  | -           | -           | -           | 37     | 2      |
| 2016-2017             | Entella               | B                     | 37         | 3          | CI              | 2               | 0               | -                  | -                  | -                  | -           | -           | -           | 39     | 3      |
| 2017-2018             | Entella               | B                     | 27+2       | 0          | CI              | 1               | 0               | -                  | -                  | -                  | -           | -           | -           | 30     | 0      |
| 2018-2019             | Entella               | C                     | 34         | 1          | CI              | 3               | 0               | -                  | -                  | -                  | SL-C        | 1           | 0           | 38     | 1      |
| 2019-2020             | Entella               | B                     | 30         | 3          | CI              | 1               | 0               | -                  | -                  | -                  | -           | -           | -           | 31     | 3      |
| 2020-2021             | Entella               | B                     | 19         | 1          | CI              | 2               | 0               | -                  | -                  | -                  | -           | -           | -           | 21     | 1      |
| 2021-2022             | Entella               | C                     | 13+4       | 0          | CI-C            | 1               | 0               | -                  | -                  | -                  | -           | -           | -           | 18     | 0      |
| 2022-2023             | Entella               | C                     | 18         | 0          | CI-C            | 3               | 0               | -                  | -                  | -                  | -           | -           | -           | 21     | 0      |
| Totale Virtus Entella | Totale Virtus Entella | Totale Virtus Entella | 215+6      | 10         |                 | 13              | 0               |                    | -                  | -                  |             | 1           | 0           | 235    | 10     |
| 2023-2024             | Cjarlins Muzane       | D                     | 10         | 0          | CI-D            | 1               | 0               | -                  | -                  | -                  | -           | -           | -           | 11     | 0      |
| Totale Carriera       | Totale Carriera       | Totale Carriera       | 436+6      | 14         |                 | 23              | 0               |                    | -                  | -                  |             | 1           | 0           | 466    | 14     |

## Palmarès

### Club

#### Competizioni nazionali
- Coppa Italia Serie C: 1

Bassano Virtus: 2007-2008
- Serie C: 1

Virtus Entella: 2018-2019 (Girone A)